# Willi Kuhn

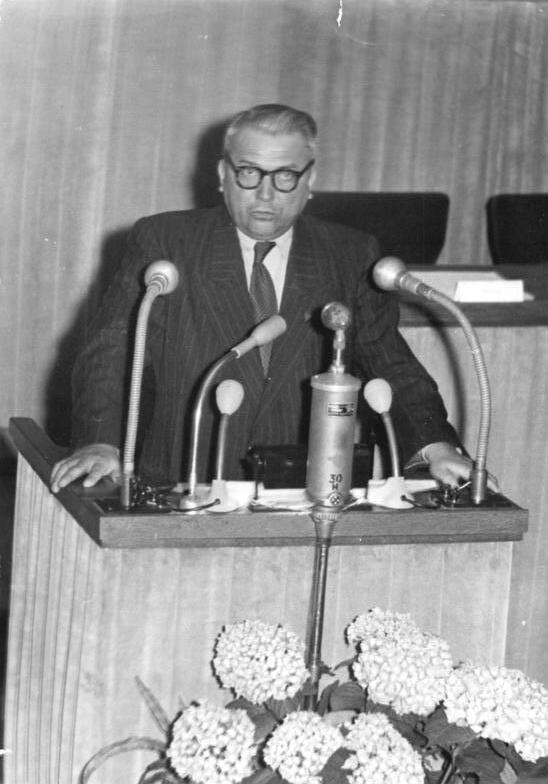
Willi Kuhn (1951)

Willi Kuhn (auch: Willy Kuhn; * 29. August 1911 in Königsberg; † 5. September 1982 in Berlin) war ein deutscher Politiker (SED) und Gewerkschafter.

## Leben
Kuhn, Sohn eines Stellmachers und einer Hausfrau, absolvierte nach der Volksschule eine Lehre als Former. Anschließend arbeitete er in einer Waggonfabrik in Königsberg. 1927 wurde er Mitglied des Deutschen Metallarbeiter-Verbandes, später der Revolutionären Gewerkschafts-Opposition. 1927 trat er dem Kommunistischen Jugendverband Deutschlands (KJVD), im Oktober 1931 der Kommunistischen Partei Deutschlands (KPD) bei. 
Nach der „Machtergreifung“ der Nationalsozialisten 1933 beteiligte sich Kuhn am Widerstand gegen das NS-Regime. Vom 3. März 1933 bis zum 23. März 1934 befand sich Kuhn in sogenannter „Schutzhaft“ in den Lagern Börgermoor und Esterwegen. 1934/35 arbeitete er als Former und nahm seine Widerstandstätigkeit wieder auf. Er war beteiligt an der Reorganisierung des KJVD von Ostpreußen im Untergrund. Im Auftrag der illegalen Leitung der KPD bildete Kuhn eine Betriebszelle in seinem Betrieb. Nach seiner erneuten Verhaftung im Februar 1935 verblieb er bis April 1939 in Haft, er wurde unter anderem im KZ Sachsenhausen festgehalten. Von 1939 bis 1942 arbeitete Kuhn wieder als Former in einer Maschinenfabrik bzw. in einer Eisengießerei in Königsberg. Von 1942 bis 1945 war er Angehöriger eines Strafbataillons der „Organisation Todt“. 
Nach Kriegsende war Kuhn 1945/46 Referent im Hauptjugendausschuss beim Magistrat von Berlin. 1945 trat er wieder der KPD sowie dem Freien Deutschen Gewerkschaftsbund (FDGB) bei. 1946 wurde er Mitglied der Sozialistischen Einheitspartei Deutschlands (SED). Von 1946 bis 1948 war er stellvertretender Abteilungsleiter und Jugendsekretär im FDGB-Bundesvorstandes. Ab 1948 war er Abteilungsleiter und – nach einem neunmonatigen Studium an der Parteihochschule „Karl Marx“ beim Zentralkomitee (ZK) der SED – von Juli 1950 bis September 1951 Vorsitzender des FDGB-Landesvorstandes Mecklenburg sowie von 1950 bis 1952 auch Mitglied des Landtags ebenda. Anschließend war er von 1951 bis 1956 Vorsitzender des FDGB Groß-Berlin bzw. des FDGB-Bezirksvorstandes Berlin sowie Mitglied des Präsidiums des FDGB-Bundesvorstandes. 1951/52 wirkte er als Sekretär des FDGB-Bundesvorstandes, 1959/60 als Abteilungsleiter und ab 1960 als politischer Mitarbeiter im FDGB-Bundesvorstand. 
1955/56 absolvierte Kuhn ein einjähriges Studium an der Parteihochschule beim ZK der KPdSU in Moskau. Anschließend amtierte Kuhn von Juli 1956 bis Februar 1959 als Zweiter Sekretär der SED-Bezirksleitung Berlin. Von 1954 bis 1958 war er zudem Mitglied des ZK der SED.